# The World Needs a Hero
The World Needs a Hero – dziewiąty album zespołu Megadeth, wydany w 2001 roku. Uznawany przez większość za dosyć udaną próbę powrotu zespołu do korzeni.
Według danych z kwietnia 2002 album sprzedał się w nakładzie 195,770 egzemplarzy na terenie Stanów Zjednoczonych.

## Lista utworów
1. "Disconnect" - 5:20
2. "The World Needs a Hero" - 3:52
3. "Moto Psycho" - 3:06
4. "1000 Times Goodbye" - 6:25
5. "Burning Bridges" - 5:20
6. "Promises" - 4:28
7. "Recipe for Hate... Warhorse" - 5:18
8. "Losing My Senses" - 4:40
9. "Dread and the Fugitive Mind" - 4:25
10. "Silent Scorn" (instrumentalny) - 1:42
11. "Return to Hangar" - 3:59
12. "When" - 9:14

| Edycja japońska |
| --- |
| 1. "Disconnect" - 5:20 2. "The World Needs a Hero" - 3:52 3. "Coming Home" - 2:35 4. "Moto Psycho" - 3:06 5. "1000 Times Goodbye" - 6:25 6. "Burning Bridges" - 5:20 7. "Promises" - 4:26 8. "Recipe for Hate... Warhorse" - 5:18 9. "Losing My Senses" - 4:40 10. "Dread and the Fugitive Mind" - 4:25 11. "Silent Scorn" (instrumentalny) - 1:42 12. "Return to Hangar" - 3:59 13. "When" - 9:14 |

## Twórcy
- Dave Mustaine - wokal, gitara, producent
- David Ellefson - bas
- Al Pitrelli - gitara, chórki
- Jimmy DeGrasso - perkusja

- Heather Keckler - głos towarzyszący (1000 Times Goodbye, The World Needs A Hero)
- Bob Findley - trąbka (Silent Scorn)
- Suzie Katayama - aranżacja smyczkowa (Promises)

- Bill Kennedy - producent, inżynier dźwięku, miksowanie
- Tom Jensen - mastering

## Pozycje na listach
| Lista | Kraj   | Pozycja |
| ----- | ------ | ------- |
| OLiS  | Polska | 17      |